# Chen Huanyou
Chen Huanyou (chinesisch 陈焕友; * Januar 1934 in Nantong, Jiangsu) ist ein ehemaliger chinesischer Politiker der Kommunistischen Partei Chinas (KPCh), der unter anderem zwischen 1989 und 1994 Gouverneur von Jiangsu sowie von 1993 bis 2000 Sekretär des Parteikomitees der Provinz Jiangsu war.

## Leben
Chen Huanyou trat 1949 in die Volksbefreiungsarmee ein und absolvierte zwischen 1950 und 1952 ein Studium an der Ostchinesischen Militär- und Politischen Akademie. Im Anschluss begann er ein Studium an der Fakultät für industrielle Wirtschaft der Chinesischen Volksuniversität, welches er 1955 beendete. Während dieser Zeit trat er 1954 als Mitglied der Kommunistischen Partei Chinas (KPCh) bei. Er war zwischen 1959 und 1965 Lektor an der Fakultät für Wirtschaftsingenieurwesen der Jilin-Universität und war zugleich Sekretär des Lehrerbüros der Fakultät sowie stellvertretender Sekretär des Parteikomitees der Fakultät. Während der Kulturrevolution war er zwischen 1965 und 1975 Arbeiter in Wuxi. Daraufhin fungierte er von 1975 bis 1981 als Direktor der Dieselmotoren-Fabrik in Wuxi und war zugleich erst stellvertretender Sekretär sowie zuletzt Sekretär des Parteikomitees dieser Fabrik. Anschließend war er zwischen 1981 und 1983 stellvertretender Direktor des Komitees für die Nationale Verteidigungsindustrie sowie stellvertretender Direktor des Wirtschaftskomitees der Provinz Jiangsu.
1983 übernahm Chen den Posten als Vize-Gouverneur der Provinz Jiangsu und übte diesen bis 1984 aus. Zugleich war er zwischen 1983 und 1984 Direktor des Planungskomitees dieser Provinz. Danach war er zwischen 1984 und 1989 geschäftsführender Vize-Gouverneur der Provinz Jiangsu und zugleich von 1984 bis 1986 Mitglied des Ständigen Ausschusses des Parteikomitees der Provinz, ehe er zwischen 1986 und 1993 stellvertretender Sekretär des Parteikomitees dieser Provinz war. Er war Delegierter auf dem XIII. Parteitag der Kommunistischen Partei Chinas (25. Oktober bis 2. November 1987), auf dem XIV. Parteitag der Kommunistischen Partei Chinas (12. bis 19. Oktober 1992) und auf dem XV. Parteitag der Kommunistischen Partei Chinas (12. bis 19. September 1997). Des Weiteren war er von 1988 bis 1998 in der siebten und achten Legislaturperiode Deputierter des Nationalen Volkskongresses.
Nachdem Chen Huanyou kurze Zeit kommissarischer Gouverneur war, löste er im April 1989 Gu Xiulian als Gouverneur von Jiangsu und behielt dieses Amt bis zu seiner Ablösung durch Zheng Silin im September 1994. Darüber hinaus übernahm er im September 1993 von Shen Daren auch die Funktion als Sekretär des Parteikomitees der Provinz Jiangsu und behielt diese bis zum 6. Januar 2000, woraufhin Hui Liangyu seine dortige Nachfolge übernahm. 1994 wurde er Ehrenpräsident der Rotkreuz-Gesellschaft der Provinz Jiangsu. Auf dem XV. Parteitag der Kommunistischen Partei Chinas (12. bis 19. September 1997) wurde er außerdem Mitglied des Zentralkomitees der Kommunistischen Partei Chinas (ZK der KPCh) und gehörte diesem Gremium bis zum XVI. Parteitag (8. bis 14. November 2002) an. Darüber hinaus war er zuletzt zwischen Februar 1998 und Februar 2003 Vorsitzender des Ständigen Ausschusses des Volkskongresses der Provinz Jiangsu.